# Benzion Moissejewitsch Wul
Benzion Moissejewitsch Wul (russisch Бенцион Моисеевич Вул; * 9. Maijul. / 22. Mai 1903greg. in Bila Zerkwa; † 9. April 1985 in Moskau) war ein ukrainisch-russischer Physiker.

## Leben
Wuls Vater war ein jüdischer Schmied und Stellmacher mit einer kleinen Werkstatt. Wul besuchte die jüdische Zweiklassenschule, die höhere Anfangsschule und das Gymnasium Bila Zerkwa. 1920 im Russischen Bürgerkrieg trat er als Freiwilliger in die Rote Armee ein und kämpfte in der 1. Roten Reiterarmee. Als er nach Bila Zerkwa zurückkam, wurde er zum Sekretär des lokalen Komsomol gewählt. 1921 schickte ihn das Kiewer Gouvernementskomitee des Komsomol zum Studium an die Elektrotechnik-Fakultät des Kiewer Polytechnischen Instituts, wobei er die Komsomol-Arbeit fortführte. 1922 wurde er Mitglied der KPdSU. Als Diplomarbeit projektierte er ein Wärmekraftwerk für das künftige Dnepr-Wasserkraftwerk. Bereits während seiner Diplomarbeit begann der die Aspirantur an der Elektrotechnik-Fakultät des Kiewer Polytechnischen Instituts. Im Januar 1928 schloss er das Studium ab und verteidigte zum Abschluss der Aspirantur Ende 1929 öffentlich seine Kandidat-Dissertation.
1932 ging Wul nach Leningrad und arbeitete im Institut für Physik der Akademie der Wissenschaften der UdSSR (AN-SSSR, seit 1991 Russische Akademie der Wissenschaften (RAN)), mit dem er 1934 nach Moskau umzog, als es zusammen mit dem Institut für Mathematik das Lebedew-Institut für Physik der AN-SSSR wurde. 1935 wurde er zum Doktor der physikalisch-mathematischen Wissenschaften promoviert. 1939 wurde er zum Korrespondierenden Mitglied der AN-SSSR gewählt. Während des Deutsch-Sowjetischen Kriegs arbeitete er in der Evakuierung in Kasan. Wul entdeckte 1944 die ferroelektrischen Eigenschaften des Bariumtitanats, die er in einem weiten Temperaturbereich untersuchte. Dieses Bariumtitanat war das erste Ferroelektrikum ohne Wasserstoff. Solche Ferroelektrika fanden ihre Anwendung insbesondere in der Quantenelektronik und der Mikrowellentechnologie.
Nach dem Kriege spielte Wul eine wesentliche Rolle bei der Entwicklung der russischen Halbleiterdioden und Transistoren. Zusammen mit Nikolai Gennadijewitsch Bassow und Juri Michailowitsch Popow initiierte er die Entwicklung der Halbleiterlaser, der Excimerlaser und der sogenannten quantenmechanischen Halbleitergeneratoren. 1962 präsentierten Bassow und Wul den ersten Galliumarsenid-Laser mit p-n-Übergang. 1972 wurde er Vollmitglied der AN-SSSR.

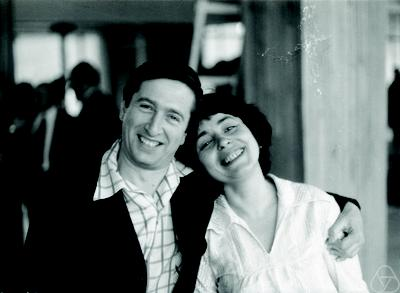
Jakow Sinai und Jelena Wul 1976

1973 gehörte Wul zu den Unterzeichnern des Offenen Briefes in der Prawda gegen Andrei Dmitrijewitsch Sacharow, in dem ihm seine Aktivitäten als Bürgerrechtler gegen die sowjetische Innen- und Außenpolitik vorgeworfen wurden.
Wul war Vizepräsident der Internationalen Union für Reine und Angewandte Physik und Exekutivkomiteemitglied der European Physical Society. Er nahm an den Pugwash Conferences on Science and World Affairs teil.
Wul wurde auf dem Moskauer Nowodewitschi-Friedhof begraben. Seine Tochter Jelena heiratete den Mathematiker Jakow Grigorjewitsch Sinai.

## Ehrungen, Preise
- Leninorden (1945, 1953, 1963, 1969, 1973)
- Stalinpreis II. Klasse (1946) für die Entdeckung des Ferroelektrikums Bariumtitanat
- Leninpreis (1964) für den Halbleiterquantengenerator[1]
- Ehrenzeichen der Sowjetunion (1967)
- Held der sozialistischen Arbeit (1969)[1]
- Orden der Oktoberrevolution (1975)
- Orden des Roten Banners der Arbeit (1981)
- Goldmedaille der Tschechoslowakischen Akademie der Wissenschaften[1]